# La bella i la bèstia (pel·lícula de 1946)
La bella i la bèstia (títol original en francès: La Belle et la Bête) és una pel·lícula de l'any 1946 dirigida per Jean Cocteau i protagonitzada per Jean Marais i Josette Day.

## Argument
A un país imaginari, Belle (Josette Day) és tractada com una serventa per les seves egoistes germanes i cortejada pel jove Avenant (Jean Marais). L'ancià pare de la noia, tornant d'un viatge, es perd al bosc i va a parar a un castell encantat habitat per La Bèstia (Jean Marais), que només li perdonarà la vida si es bescanvia per una de les seves filles. Contra el voler del pare, Belle s'ofereix. La noia viu sola al castell, màgicament servida, i la Bèstia la visita un cop al dia per preguntar-li si accepta casar-se amb ell. En passar el temps, Belle va vencent el seu terror i descobreix que el monstre és un ésser de bon cor. Finalment l'amor de la noia fa que la Bèstia, que de fet és un príncep encantat, recuperi la forma humana.

## Context històric i artístic
El poeta, dramaturg, cineasta i artista d'avantguarda Jean Cocteau havia rodat el 1930 Le sang d'un poète. Tretze anys després es va enamorar del jove, i amb el temps llegendari, actor Jean Marais, oferint-li participar en la que seria la seua segona realització. Junts van fer una fascinant, delicada i lleugerament perversa recreació d'un famós conte d'origen grec. Fent seua la idea de Goethe que la veritat i la realitat poden arribar a contradir-se, Cocteau potenciaria el sentit oníric, escriuria diàlegs d'enorme lirisme i elaboraria una faula didàctica i al·legòrica en la qual hi ha lloc per a l'esperit il·lusori i l'estètica surrealista: canelobres vivents, portes parlants i miralls màgics. En aquesta folgada fantasia romàntica sobre la bellesa, els sentiments purs i la necessitat de comprensió, el personatge de la Bèstia és caracteritzat amb maquillatge lleoní per Jean Marais, qui des de llavors apareixeria en totes les pel·lícules de Cocteau. A més, el gran actor francès interpreta Avenant, el pretendent de Belle. L'essencial personatge femení, que alliberarà al monstre de la seua solitud i egoisme, fou assignat per Cocteau a Josette Day, la muller del seu amic Marcel Pagnol, novel·lista i també cineasta. Excel·lents la fotografia i el vestuari, així com la hipnòtica música de Georges Auric. Però qui va realitzar una tasca mereixedora de mil i un premis va ésser l'escenògraf i dissenyador de producció Lucien Carré. Seguint les indicacions del realitzador, Carré construiria un món màgic, irreal i encantador en el qual s'aprecia tant la influència dels gravats de Gustave Doré com les pintures flamenques en general i de Johannes Vermeer de Delft en particular.
Mitjançant dibuixos animats, Walt Disney Pictures va tornar a adaptar el 1992 aquest conte clàssic, basant-se directament en la pel·lícula de Jean Cocteau.